# جاموس الماء

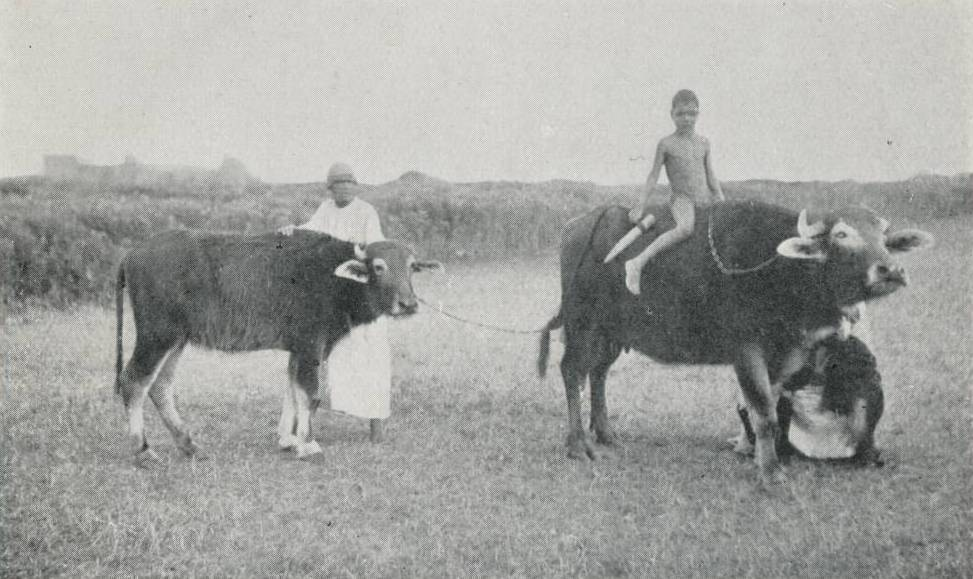
الجاموس من أهم المواشي في مصر. صورت سنة 1906م

جاموس الماء (الاسم العلمي: Bubalus bubalis) تعيش في قارتي أفريقيا وآسيا في جميع أنواع السافانا وبالقرب من مصدر للماء، تعيش في قطعان كبيرة. فالجاموس موجود في مصر والسودان والهند وباكستان وفي جنوب العراق حيث تعيش في الأهوار الجنوبية.

## الصفات
- ضعيف البصر والسمع ولكن حاسة الشم لديه قوية جداً
- الذكر يبلغ وزنه من 680-750 كلغ
- الأنثى أكبر حجماً 750-820 كلغ
- تعيش لفترة طويلة تصل إلى 23 عاماً وتتغذى على الأعشاب والنباتات والأوراق وفي مصر يعد نبات البرسيم غذاؤه المفضل، فهو يساعد على كثرة إدرار الحليب.
- حليب الجاموس كثيف وغني بالدهن مما يساعد في إنتاج القيمر (القشطة) منه، والقيمر وجبة أساسية في الفطور صباحاً في العراق.

يختلف الجاموس عن البقر في أنه :
- اللبن البقري لونه أبيض مصفر نتيجة لوجود صبغة البيتاكاروتين.
- إدرار الأبقار للألبان أكثر من إدرار الجاموس.
- تستطيع بعض سلالات الأبقار أن تربى في المناطق الشبه صحراوية الجافة، أما الجاموس فلا يعيش إلا في الأراضي الكثيفة الخضرة الكثيرة المياه،

ولذلك فهو يكثر في الريف المصري وأهوار العراق على سبيل المثال.

## إنظر أيضاً
- وقود روث الحيوانات الصلب